# 雜訊對照圖減除法

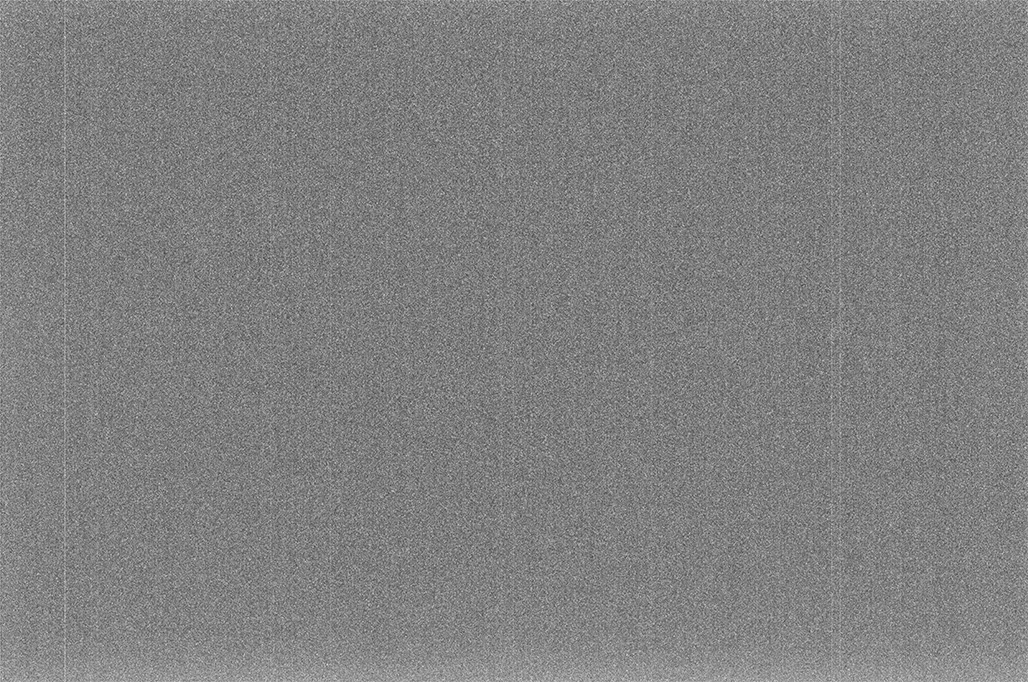
來自一台Nicon D300的雜訊對照圖，對比度已增強來強調雜訊

在數位攝影中，雜訊對照圖減除法是一種在長時間曝光、使用高 ISO 感光度或是在高溫下拍攝照片時降低下拍摄的照片中雜訊的方法。這個方法利用了圖片雜訊的兩個特點：暗電流與固定模式噪聲。 來自感光元件的雜訊會包含比週遭像素更亮的熱燥點。此方式需要使用相機拍攝全黑畫面（藉由關閉快門或是遮住鏡頭），並將拍攝出的結果從包含雜訊的原始相片中減除。

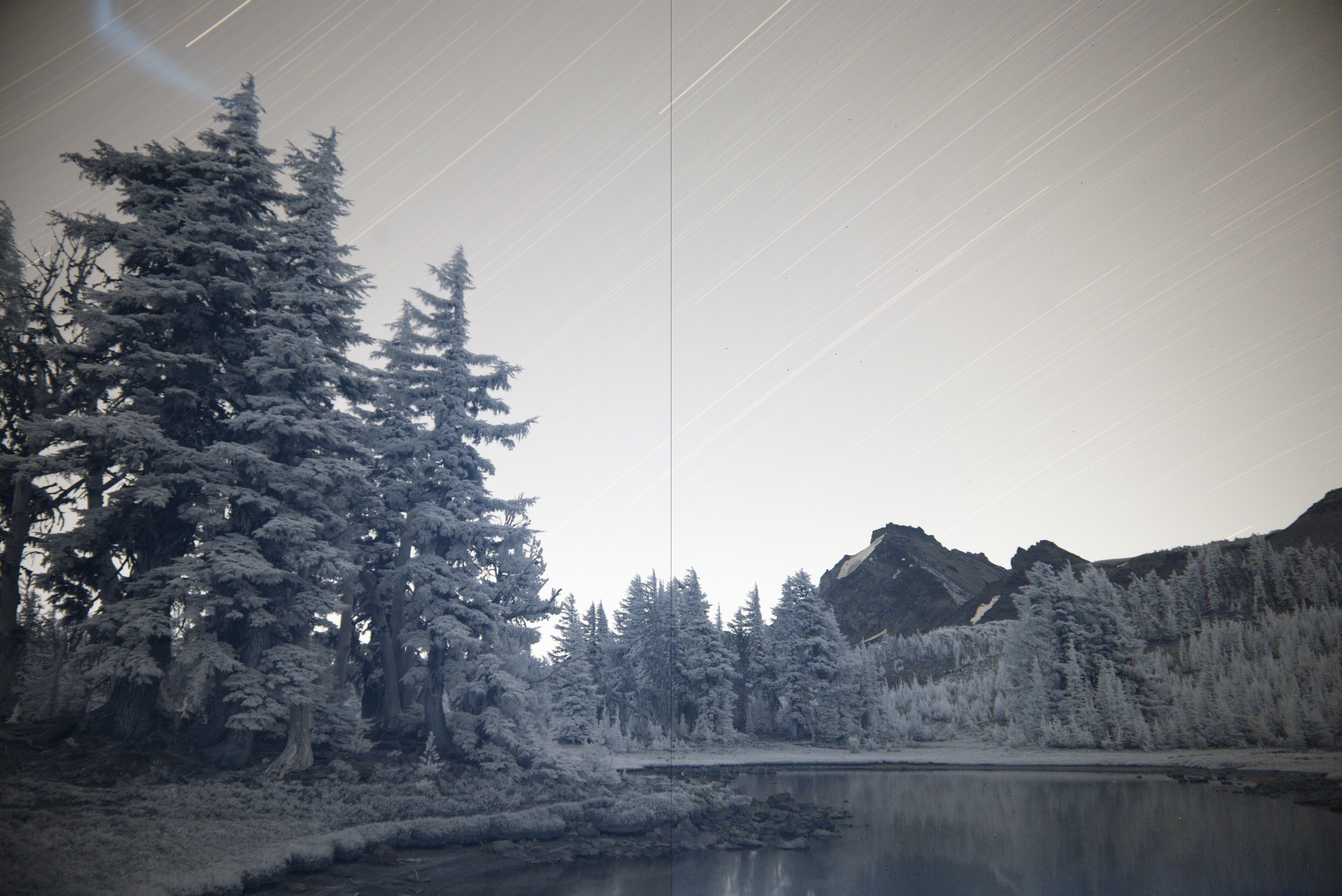
圖片左半已套用雜訊對照圖減除法，而右半則是直接來自感光元件。

雜訊對照圖（或稱暗幀，英語：dark frame）是讓感光元件全黑時拍攝的圖片（像是快門關上或是將鏡頭用其他東西遮住）。如此拍出的全黑圖片只會包含感光元件產生的雜訊，基本上就是一張只有雜訊的圖片。有了雜訊對照圖（或是多張雜訊對照圖的平均值）後，就可以從接下來拍攝的圖片中減去雜訊對照圖，來校正固定模式噪聲。 
雜訊對照圖需要與要校正的原始照片使用相同的 ISO 感光度與曝光時間，這樣像素的固定模式噪聲亮度才會相符。 只要這兩個雜訊的因子相符，多張相片便可使用同一張雜訊對照圖，來節省時間或在不能中斷的時候（像是拍攝星軌疊圖時）進行降噪。
雜訊對照圖減除法也利用於數位攝影測量，來提高衛星與航空攝影圖的對比度，也與平場校正一同為天文攝影的最佳實踐。 

## 參閱
- 偏置幀
- 平場校正